# Handball Bundesliga Austria 2013/14
Die Saison der Handball Bundesliga Austria begann im August 2013. Der SC Ferlach stieg in die Regionalliga ab, Union St. Pölten wurde Meister und stieg in die Handball Liga Austria auf.

## Handball Bundesliga Austria
In der zweithöchsten Spielklasse, der HBA, sind zehn Teams vertreten.
Die Meisterschaft wird in mehrere Phasen gegliedert. Zuerst wird eine Hauptrunde gespielt, anschließend werden die Mannschaften in zwei Gruppen geteilt und spielen in Playoffs um den Einzug in die Endspiele. Am Ende der Saison spielen der Letzte und Vorletzte des unteren Playoffs ein Abstiegsduell und die ersten Vier des oberen Playoffs eine Finalserie um den Meistertitel.

## Grunddurchgang HBA
Im Grunddurchgang spielten alle Teams eine einfache Hin- und Rückrunde gegen jeden Gegner. Die ersten fünf Mannschaften qualifizieren sich für das obere Playoff, während die restlichen Teams in das untere Playoff müssen.
|     | Verein                                  | R  | S  | U | N  | Tore    | Diff. | Punkte |
| --- | --------------------------------------- | -- | -- | - | -- | ------- | ----- | ------ |
| 1.  | Handball Tirol                          | 18 | 13 | 2 | 3  | 523:482 | +41   | 28     |
| 2.  | HC ece bulls Bruck                      | 18 | 14 | 0 | 4  | 481:437 | +44   | 28     |
| 3.  | SU Falkensteiner Katschberg - St.Pölten | 18 | 10 | 3 | 5  | 522:459 | +63   | 23     |
| 4.  | WAT Fünfhaus                            | 18 | 8  | 4 | 6  | 477:472 | +5    | 20     |
| 5.  | ATV TDE Group Trofaiach                 | 18 | 8  | 2 | 8  | 480:456 | +24   | 18     |
| 6.  | HSG Holding Graz                        | 18 | 6  | 3 | 9  | 494:502 | −8    | 15     |
| 7.  | UHC GFtube.tv Gänserndorf               | 18 | 6  | 2 | 10 | 479:527 | −48   | 17     |
| 8.  | UHC Erste Bank Hollabrunn               | 18 | 4  | 4 | 10 | 438:493 | −55   | 12     |
| 9.  | HC Kärnten                              | 18 | 4  | 3 | 11 | 478:530 | −52   | 11     |
| 10. | Handballclub Fivers Margareten          | 18 | 4  | 3 | 11 | 506:520 | −14   | 11     |

| Legende | Legende         |
| ------- | --------------- |
|         | Oberes Playoff  |
|         | Unteres Playoff |

## Playoffs
Die ersten fünf Teams des Grunddurchgangs spielen in einer weiteren Hin- und Rückrunde um die Platzierung im HLA-Viertelfinale, wobei jedes Team ein Heimspiel gegen das Jugendnationalteam des Jahrgangs 1994 bestreiten muss. Die letzten fünf Teams spielen um die ersten drei Plätze, welche sich ebenfalls für das Viertelfinale qualifizieren. Die Qualifizierung wird auch in einer Hin- und Rückrunde plus ein Heimspiel gegen das Team 94 ausgespielt. Die beiden schlechtplatziertesten Teams spielen eine Best-of-three-Serie gegen den Abstieg.

### Oberes Playoff
|    | Verein                                  | R | S | U | N | Tore    | Diff. | Punkte |
| -- | --------------------------------------- | - | - | - | - | ------- | ----- | ------ |
| 1. | HC ece bulls Bruck                      | 8 | 5 | 1 | 2 | 216:198 | +18   | 25     |
| 2. | SU Falkensteiner Katschberg - St.Pölten | 8 | 6 | 0 | 2 | 239:226 | +13   | 24     |
| 3. | ATV TDE Group Trofaiach                 | 8 | 6 | 0 | 2 | 223:200 | +23   | 21     |
| 4. | Handball Tirol                          | 8 | 1 | 1 | 6 | 214:229 | −15   | 17     |
| 5. | WAT Fünfhaus                            | 8 | 1 | 0 | 7 | 189:228 | −39   | 12     |

### Unteres Playoff
|    | Verein                         | R | S | U | N | Tore    | Diff. | Punkte |
| -- | ------------------------------ | - | - | - | - | ------- | ----- | ------ |
| 1. | UHC GFtube.tv Gänserndorf      | 8 | 3 | 3 | 2 | 234:227 | +7    | 16     |
| 2. | HSG Holding Graz               | 8 | 3 | 1 | 4 | 201:219 | −18   | 15     |
| 3. | UHC Erste Bank Hollabrunn      | 8 | 4 | 1 | 3 | 204:217 | −13   | 15     |
| 4. | Handballclub Fivers Margareten | 8 | 4 | 0 | 4 | 217:202 | +15   | 14     |
| 5. | HC Kärnten                     | 8 | 3 | 1 | 4 | 218:209 | +9    | 13     |

| Legende | Legende         |
| ------- | --------------- |
|         | Halb-Finale     |
|         | Abstiegs-Spiele |

## Finalserie

### HBA Halbfinale
Im Halbfinale spielen die ersten Vier des oberen Play-offs um den Einzug in das HLA Finale, wobei der Erste gegen den Vierten und der Zweite gegen den Drittplatzierten spielt.
| Verein                                  | Tore  | Verein                                  |  |
| --------------------------------------- | ----- | --------------------------------------- |  |
| HC ece bulls Bruck                      | 19:24 | Handball Tirol                          |  |
| Handball Tirol                          | 26:22 | HC ece bulls Bruck                      |  |
| SU Falkensteiner Katschberg - St.Pölten | 41:40 | ATV TDE Group Trofaiach                 |  |
| ATV TDE Group Trofaiach                 | 24:27 | SU Falkensteiner Katschberg - St.Pölten |  |

### HBA Finale (Best of three)
| Verein                                  | Tore  | Verein                                  |  |
| --------------------------------------- | ----- | --------------------------------------- |  |
| SU Falkensteiner Katschberg - St.Pölten | 25:24 | Handball Tirol                          |  |
| Handball Tirol                          | 28:24 | SU Falkensteiner Katschberg - St.Pölten |  |
| SU Falkensteiner Katschberg - St.Pölten | 30:25 | Handball Tirol                          |  |

### HBA Endstand
|    | Verein                                  |
| -- | --------------------------------------- |
| 1. | SU Falkensteiner Katschberg - St.Pölten |
| 2. | Handball Tirol                          |
| 3. | HC ece bulls Bruck                      |
| 4. | ATV TDE Group Trofaiach                 |
| 5. | WAT Fünfhaus                            |
| 6. | UHC GFtube.tv Gänserndorf               |

| Legende | Legende               |
| ------- | --------------------- |
|         | Handball Liga Austria |

## HBA Abstiegs Spiele (Best of three)
Der Letzte und Vorletzte des unteren Playoffs spielen in drei Finalspielen den Abstieg in die Regionalliga aus.
| Verein                         | Tore  | Verein                         |  |
| ------------------------------ | ----- | ------------------------------ |  |
| Handballclub Fivers Margareten | 34:24 | HC Kärnten                     |  |
| HC Kärnten                     | 28:29 | Handballclub Fivers Margareten |  |